# 文教大学の人物一覧
文教大学の人物一覧（ぶんきょうだいがくのじんぶついちらん）は、文教大学に関係する人物の一覧記事。

## 著名な教職員

### 理事長
- 小尾乕雄 - 東京都教育委員会教育長、文教大学学園名誉学園長・理事長、文教大学（立正女子大学）・文教大学女子短期大学部（立正女子大学短期大学部）学長、日本青年館理事長、日本私立短期大学協会会長などを歴任。
- 渡辺孝 - 文教大学学園元理事長、元国際学部教授
- 田村徹 - 名誉教授、前文教大学学園理事長、元教育学部長・教授、文教大学校歌の作曲者

### 学長
- 茂木勇 - 元文教大学学長、数学者、日本数学教育学会名誉会長
- 水島恵一 - 元文教大学学長（1996 - 2001）

### 教育学部
- 大島丈志 - 国語教育講座教授、日本近現代文学
- 中村修也 - 社会教育講座教授、日本文化史
- 豊泉清浩 - 教職課程教授、教育哲学

### 人間科学部
- 岡村達也 - 心理学者、人間科学部教授

### 文学部
- 山下英愛 - 国際学科教授、地域研究・女性学

### 国際学部
- 阿野幸一 - 国際学部教授、NHKラジオ第2講座「基礎英語3」の講師も担当している。
- 塚田穂高 - 国際理解学科教授、宗教学

### 情報学部
- 佐藤孝司 - 情報社会学科専任講師、ソフトウェア開発
- 竹林紀雄 - メディア表現学科教授、映像表現
- ボブ田中 - メディア表現学科教授、広告論
- 三上洋 - 情報学部非常勤講師、ITジャーナリスト
- 鈴木健二 (情報工学者)情報学部非常勤講師、東京工業大学特任教授、名古屋大学客員教授、ソニーグループ（株）Principal Researcher、情報法、人工知能

### 経営学部
- 石田晴美 - 経営学部教授、公認会計士、会計学者

### 健康栄養学部
- 笠岡誠一 - 管理栄養学科教授、食品科学

## 元教職員
- 田辺義明 - 国際学部非常勤講師、研究室主任を担当、産業社会学者。
- 三木卓 - 短期大学部非常勤講師、芥川賞作家
- 藤巻光浩 - 国際学部助教授、フェリス女学院大学文学部教授
- 高橋哲夫 - 元教育学部教授、元文部省初等中等教育局教科調査官
- 森島久雄 - 名誉教授、元教育学部教授
- 城生佰太郎 - 教育学部教授
- 加藤理 - 教育学部教授、BPO 青少年委員会副委員長
- 柳田孝義 - 名誉教授、元教育学部教授、作曲家
- 葉養正明
- 浅野正 - 心理学者、人間科学部准教授
- 水島恵一 - 心理学者、元人間科学部教授、横浜少年鑑別所技官
- 岡堂哲雄 - 名誉教授、元人間科学部教授
- 関口安義 - 元文学部教授
- 石原武 - 名誉教授、元文学部教授
- 鈴木健司 - 文学部教授
- 伊藤和明 - 元国際学部教授
- 横川潤 - 国際学部准教授
- 真鍋龍太郎 - 名誉教授、元情報学部教授
- 佐々木昭一郎 - 元情報学部教授
- 横田貢 - 元・情報学部教授
- 飯野守 - 情報学部教授
- 酒井信 - 元情報学部准教授
- 川村二郎 - 文教大学情報学部講師、元朝日新聞記者
- 斎藤信男 - 情報学部客員教授、慶應義塾大学名誉教授
- 稲垣吉彦 - 元情報学部教授、元NHKアナウンサー
- 鈴木誠 - 経営学部教授
- 白田佳子 - 元経営学部教授、元筑波大学大学院教授

## 著名な出身者

### 政治
- 山本まさの - 政治家（立憲民主党）、埼玉県議会議員
- 伊藤岳 - 参議院議員（日本共産党）

### 学術
- 桐生正幸 - 関西国際大学教授、日本犯罪心理学会全国理事、防犯・防災研究所長（中退）
- 田中智仁 - 仙台大学体育学部准教授、日本防犯装備協会社会安全研究所長、日本犯罪社会学会常任理事

### 文化
- 高橋弘希 - 作家、芥川賞受賞、文学部卒業
- 真藤順丈 - 作家、直木賞受賞、文学部卒業
- 久保田悠羅 - 作家、ファーイースト・アミューズメント・リサーチ (F.E.A.R.) 所属
- 小島淳二 - CMディレクター、映像監督
- ハラヒロシ - ウェブディレクター、デザイナー
- 須賀達郎 - 漫画家、情報学部卒業
- 佐々原史緒 - 漫画家、ライトノベル作家

### 芸能
- イモトアヤコ - お笑い芸人、タレント、情報学部卒業
- 四方堂亘 - 俳優
- 唐橋充 - 俳優
- 小桜舞子 - 演歌歌手
- トランプマン - 奇術師
- 菅井悦子 - モデル（中退）
- 夏月 - 女優
- 生田佳那 - 女優、モデル
- 石丸志門 - ジャニーズJr.

### スポーツ
- 浅井えり子 - 女子長距離走・マラソンランナー
- 水谷智佳 - プロボクサー
- 佐々木貴 - プロレスラー、情報学部卒業
- 倉橋香衣 - ウィルチェアーラグビー女性初の日本代表選手
- 石田太志 - フットバッグプレイヤー、アジア人初の世界大会優勝者
- 三枝千晃 - 女子ラグビー選手

### アナウンサー
- 村竹勝司 - NHKアナウンサー
- 鈴木貴彦 - NHKアナウンサー
- 八木田幸恵 - フリーアナウンサー、ナレーター、元テレビ金沢アナウンサー
- 井ノ口あさ子 - 元広島テレビアナウンサー
- 若林芽育 - フリーアナウンサー、宇都宮市議会議員、元鹿児島放送アナウンサー
- 山本直 - ラジオNIKKEIアナウンサー
- 渡辺奈菜 - フリーアナウンサー、元エフエム新潟パーソナリティ、元テレビユー福島アナウンサー

### その他
- 蔵人賢樹 - 大戸屋ホールディングス社長、コロワイド取締役、シルスマリア代表取締役、情報学部卒

## 公式サイト
- 文教大学